# Kunakbajewo (rejon uczaliński)
Kunakbajewo (ros. Кунакбаево) – wieś (sieło) w Rosji, w Baszkortostanie, w rejonie uczalińskim. W 2021 liczyła 952 mieszkańców.